# Kolonia Plymouth

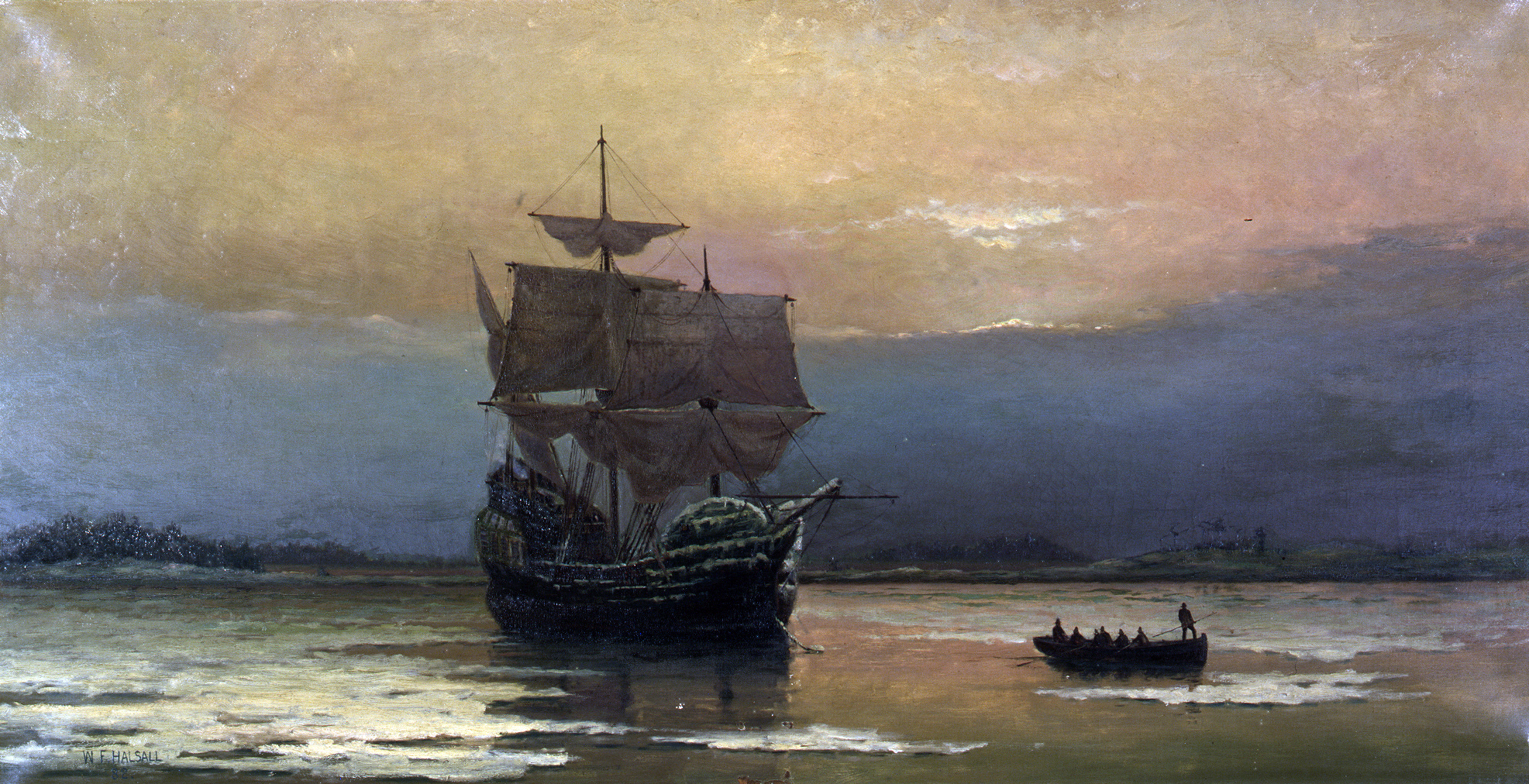
„Mayflower” w Plymouth Harbor – obraz Williama Halsalla, 1882

Kolonia Plymouth (ang. Plymouth Colony) – jedna z pierwszych, udanych prób osadniczych w Ameryce Północnej podjęta przez uciekających przed prześladowaniami członków angielskiej grupy religijnej zwanej Brownist emigration (browniści byli wśród separatystów, obok m.in. purytan, boehmistów, angielskich anabaptystów i innych). Przybyli oni w rejon zatoki Cape Cod na statku Mayflower w 1620 roku.
Ze względu na nieformalny i samorządny charakter wyprawy oraz fakt, iż w przeciwieństwie do większości wcześniejszych przedsięwzięć nie miała ona charakteru stricte handlowego, zajmuje dzisiaj w świadomości Amerykanów miejsce szczególne. Wewnętrzna, oparta na angielskim prawie zwyczajowym i interpretacji Biblii organizacja grupy oraz cel jakim było dla jej członków życie zgodne z prawami wyznawanej przez siebie religii sprawiły, że w amerykańskiej kulturze znani są oni jako Pielgrzymi (ang. Pilgrims), lub „Ojcowie Pielgrzymi” (ang. Fathers Pilgrims), a pamięć o ich wysiłku i przyświecających im ideałach stanowi ważny składnik amerykańskiej tożsamości.
Sukces podjętego przez Pielgrzymów przedsięwzięcia upamiętniony został w postaci obchodzonego rokrocznie Święta Dziękczynienia (ang. Thanksgiving) (w Stanach Zjednoczonych w każdy czwarty czwartek listopada).

## Pielgrzymi
Trzon grupy kolonistów składał się z 35 członków gminy kalwińskiej z miejscowości Scrooby w Nottinghamshire. Ze względu na głoszone poglądy zwano ich separatystami, a wyłonili się oni na fali ruchu purytańskiego, pragnącego oczyścić (ang. purify) Kościół Anglii z form i obrządków kojarzonych z katolicyzmem. Separatyści widząc daremność tych wysiłków ostatecznie odrzucili anglikanizm (stąd nazwa), a ze względu na państwowy charakter kościoła i fakt, że taka secesja oznaczała de facto zakwestionowanie władzy królewskiej, spotkały ich dotkliwe represje. W ucieczce przed prześladowaniami grupa z Nottinghamshire pod wodzą Williama Bradforda przeniosła się do holenderskiej Lejdy.
Pomimo swobody wyznania Republika Zjednoczonych Prowincji nie zachwyciła angielskich przybyszów. Wiejska komuna głosząca pochwałę ciężkiej pracy i unikania ziemskich uciech nie czuła się dobrze w dużym, obcym mieście. Na domiar złego dzieci separatystów zaczęły szybko tracić poczucie etnicznej tożsamości, a mężczyznom trudno było znaleźć dobrze płatną pracę. Dlatego też przeczytawszy wydany w 1616 Opis wybrzeży Nowej Anglii (autorstwa angielskiego żołnierza i badacza kapitana Johna Smitha), część członków kongregacji postanowiła przenieść się z Holandii do Nowego Świata. Pozostali mieli do nich z czasem dołączyć.

## Wyprawa
Angielska eksploracja Ameryki Północnej rozpoczęła się w 1497, kiedy to włoski żeglarz w angielskiej służbie John Cabot (wł. Giovanni Caboto) w poszukiwaniu alternatywnej północno-zachodniej przeprawy na Pacyfik dotarł do wybrzeży Nowej Fundlandii. Przez niemal cały wiek XVI działania Anglików skupiały się głównie na eksploatacji amerykańskich łowisk i handlu futrami. Dopiero na przełomie wieku XVI i XVII uświadomiono sobie, że gospodarcza prosperity królestwa w dużym stopniu zależy od właściwego wykorzystania terytoriów zamorskich.
W obliczu kolonizacji rząd angielski stanął jednak przed tym samym problemem jaki napotkały rządy Hiszpanii i Portugalii bez mała sto lat wcześniej: pustym skarbcem. W tej sytuacji wysiłek zakładania stałych osad rozwiązano podobnie jak uczynili to Portugalczycy w Ameryce Południowej, którzy w kosztowne procesy kolonizacyjne zaangażowali kapitał prywatny (brazylijskie kapitanie). Na dworze angielskim postawiono początkowo na zapał i pieniądze zaufanych poddanych (np. Sir Walter Raleigh), aby w późniejszym okresie wykorzystać ich doświadczenie i założyć wzorowaną na Kompanii Wschodnioindyjskiej Kompanię Wirginii. Od niej to właśnie w 1619 dwaj członkowie grupy separatystów diakon John Carver i Robert Cushman uzyskali patent zapewniający prawo do osiedlenia się i 80 tys. akrów ziemi w okolicach rzeki Hudson. Dokument zapewniał też prawo do połowów, handlu z tubylcami oraz określał zakres kolonialnego samorządu.
Od samego początku proces osadniczy był w Anglii przedsięwzięciem zbiorowym, a na jego potrzeby zakładano spółki akcyjne. Finansowanie wyprawy zapewnili więc wzbogaceni na handlu z Moskwą i Dalekim Wschodem kupcy z Company of Merchant Adventurers of London (ang. Kompania Londyńskich Handlarzy Podróżników), którzy na potrzeby przedsięwzięcia wyposażyli, wykorzystywaną wcześniej do transportu wina, handlową fleutę Mayflower. Sami separatyści zakupili znacznie mniejszą jednostkę Speedwell, która jednak w wyniku złego stanu kadłuba musiała pozostać w Anglii.
Najprawdopodobniej w celu podniesienia szans na powodzenie ekspedycji londyńscy kupcy powiększyli wyprawę o grupę 65 purytanów z Londynu, co spotkało się z pewną konsternacją Separatystów (nowych nazwano „Obcymi” ang. Strangers). Po kilku kolejnych perypetiach 6 września 1620 Mayflower ze 102 osadnikami na pokładzie opuścił Plymouth (w Anglii).

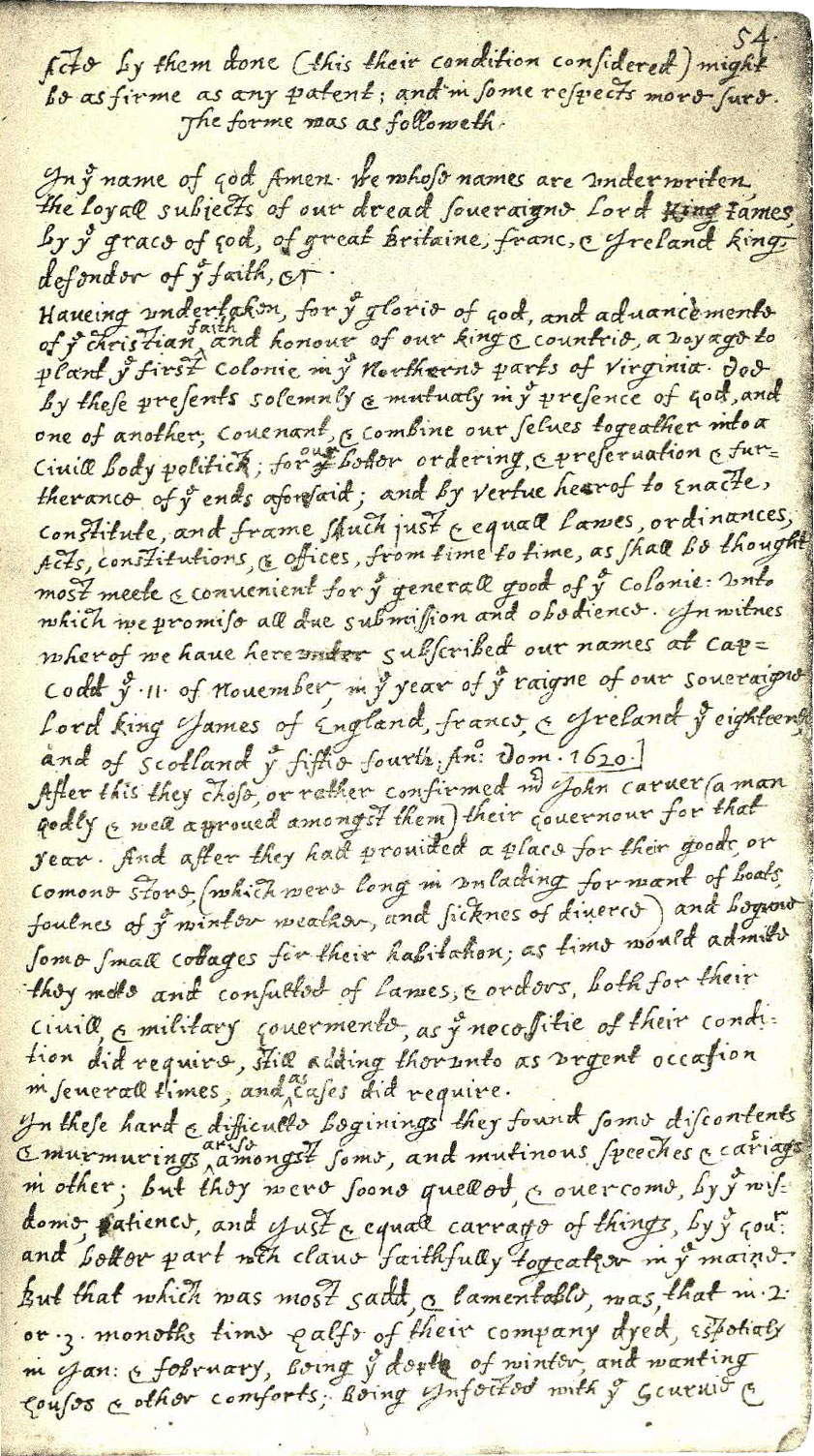
Tekst Mayflower Compact z rękopisu Of Plimoth Plantation Williama Bradforda

## Mayflower Compact
Po dwóch miesiącach niezwykle trudnej podróży 9 listopada 1620 zobaczono ląd. Szybko okazało się jednak, że Mayflower dopłynął do półwyspu Cape Cod (Przylądek Dorsza), a ostateczny cel wyprawy, na który grupa zdobyła patent, znajduje się 220 mil na południowy zachód (ok. 400 km). Jasne stało się też, że bez szczegółowej mapy, rejs pomiędzy rozciągającymi się od Cape Cod do wyspy Nantucket płyciznami (tzw. Pollack Rip) jest bardzo niebezpieczny. Kapitan Mayflower Christopher Jones mając na uwadze dobro schorowanych podróżnych oraz będąc świadom tego, że pogoda i warunki naturalne nie pozwalały na bezpieczne dotarcie do wyznaczonego celu, postanowił zawrócić na północ i lądować u wybrzeży Nowej Anglii.
Taki wariant rozważano już wcześniej, spora część „Obcych” twierdziła bowiem, iż osadnictwo w Nowej Anglii jest korzystniejsze ze względu na przybrzeżne bogactwo ryb. Podniosły się również głosy, że w sytuacji braku formalnego zezwolenia, a co za tym idzie prawnych zobowiązań, po zejściu na ląd członkowie wyprawy mogą stworzyć wolną i nie uznającą żadnej władzy zwierzchniej osadę.
Sytuacja stała się poważna i zagroziła jedności grupy. Separatyści tworzyli bowiem zżytą, znającą się od lat komunę, „Obcych” z kolei nie wiązało prawie nic. W zaistniałych warunkach sukces wyprawy stanął pod dużym znakiem zapytania, a jej niepowodzenie prowadziłoby do określonych konsekwencji finansowych. Aby zapobiec katastrofie, związany z Company of Merchant Adventurers przywódca londyńskich purytanów Christopher Martin zawarł z Separatystami alians zmuszający wszystkich przedstawicieli rodzin, a było ich 41, do podpisania szczególnego zobowiązania. Regulowało ono sytuację i nadawało prawną formę kolonii w nowo zaistniałych warunkach.
Porozumienie (ang. compact) ustanawiało „obywatelskie ciało polityczne” (ang. civil body poltic) w celu zapewnienia „sprawiedliwego i równego prawa” (just and equal law) „dla lepszego urządzenia i zachowania” członków wyprawy (for our better ordering and preservation). Mayflower Compact od samego początku uznany został przez amerykańską historiografię za ważny i niezwykły. Nie dla tego jednak, że na obcej ziemi ustanawiał prawa rządzące każdym angielskim miasteczkiem, ale dlatego, że z daleka od stron rodzinnych, przy tak ogromnej pokusie nieposkromionej wolności, członkowie wyprawy skłonni byli do czynu tak bardzo pragmatycznego. To daleko idące samoograniczenie było według badaczy zapowiedzią wszystkiego tego co miało się na kontynencie wydarzyć w przyszłości.

## Pierwszy rok i Święto Dziękczynienia 1621

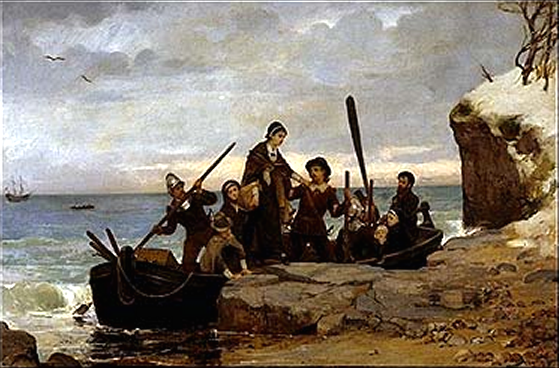
„Lądowanie Pielgrzymów” by Henry A. Bacon (1877)

11 listopada 1620 Mayflower zacumował przy północnym cyplu półwyspu Cape Cod w miejscu dzisiejszego Provincetown (hrabstwo Barnstable). Aby bezpiecznie poruszać się po nieznanej zatoce podróżnicy postanowili zejść na ląd i naprawić uszkodzoną w trakcie rejsu szalupę. Ci z mężczyzn, którzy nie pomagali w pracy, przez następny miesiąc eksplorowali okolicę natrafiając na ślady Indian i zgromadzone przez nich zapasy ziarna (miejscowi uporczywie unikali spotkania). Zgromadzoną kukurydzę postanowiono zabrać i wykorzystać, w przypadku gdyby europejskie zboże w miejscowych warunkach nie nadawało się do uprawy. Wkrótce doszło też do pierwszego starcia z tubylcami i okolice Provincetown uznano za niezdatne do zasiedlenia.
15 grudnia Mayflower podniósł kotwicę i po pięciu dniach żeglugi w kiepskiej pogodzie, zdecydowano się na budowę osady w miejscu dzisiejszego Plymouth. Po zejściu z pokładu natychmiast zabrano się do budowy pierwszego domu, prowizorycznej chaty z wiklinowej plecionki wypełnionej gliną i krytej strzechą. Zdecydowano również, że każdy samotny mężczyzna znajdzie sobie rodzinę (z którą zamieszka) i tak dobrane grupy będą odpowiedzialne za budowę własnego schronienia. Obliczono, że potrzebnych będzie 19 domostw, a na miejsce ich budowy wybrano zdatne do obrony wzgórze (umocnione działami z okrętu). Liczba ta została wkrótce zrewidowana do siedmiu, ponieważ w wyniku ogólnego osłabienia, chorób i niedożywienia 52 osoby z ogólnej liczby 102 osadników zmarły w przeciągu pierwszych trzech miesięcy (nie licząc wcześniejszych strat). Po kilku miesiącach 16 marca 1621 roku miało miejsce jedno z najbardziej zaskakujących wydarzeń w całej historii. Do osady przybył przedstawiciel miejscowego plemienia i w łamanej angielszczyźnie wypowiedział słynne dzisiaj w Stanach Zjednoczonych słowa „Witajcie Anglicy!” (ang. Welcome Englishmen).
Indiański gość miał na imię Samoset i był wodzem Indian z Pemaquid Point (Maine). Języka angielskiego nauczył się od odwiedzających tamte rejony rybaków i w związku z tym wódz lokalnego plemienia Wampanoagów Massasoit poprosił go o złożenie Pielgrzymom wizyty. Podczas rozmowy prowadzonej w trakcie szybko zorganizowanego poczęstunku (w pierwszej kolejności Someset zażądał piwa), okazało się, że gość nie jest jedynym Indianinem w okolicy mówiącym w ich ojczystym języku. Był jeszcze Squanto, który uprowadzony w niewolę spędził kilka lat w Europie, po czym odbito go w potyczce jaką Wampanoagowie stoczyli rok wcześniej z przybyłą do tych brzegów ekspedycją (zorganizowaną przez Thomasa Dermera, w której Indianin pełnił rolę przewodnika i tłumacza). Kolejną istotną wiadomością była informacja o plemionach, zamieszkujących wcześniej zajęte przez Pielgrzymów tereny. Okazało się, że pomiędzy 1616 a 1618 dotknęła je fatalna w skutkach epidemia, która kosztowała życie połowę miejscowej populacji. Na koniec Pielgrzymów poinformowano, że przez kilka miesięcy byli bacznie obserwowani, po czym rada starszych Wampanoagów przekonawszy się, że w przeciwieństwie do rybaków i myśliwych nie zamierzają odpływać, postanowiła nawiązać z nimi kontakt. Co więcej, w obliczu utraty dużej liczby ludności i zagrożenia ze strony konkurujących plemion, Wampanoagowie zamierzali zawrzeć z Pielgrzymami sojusz.

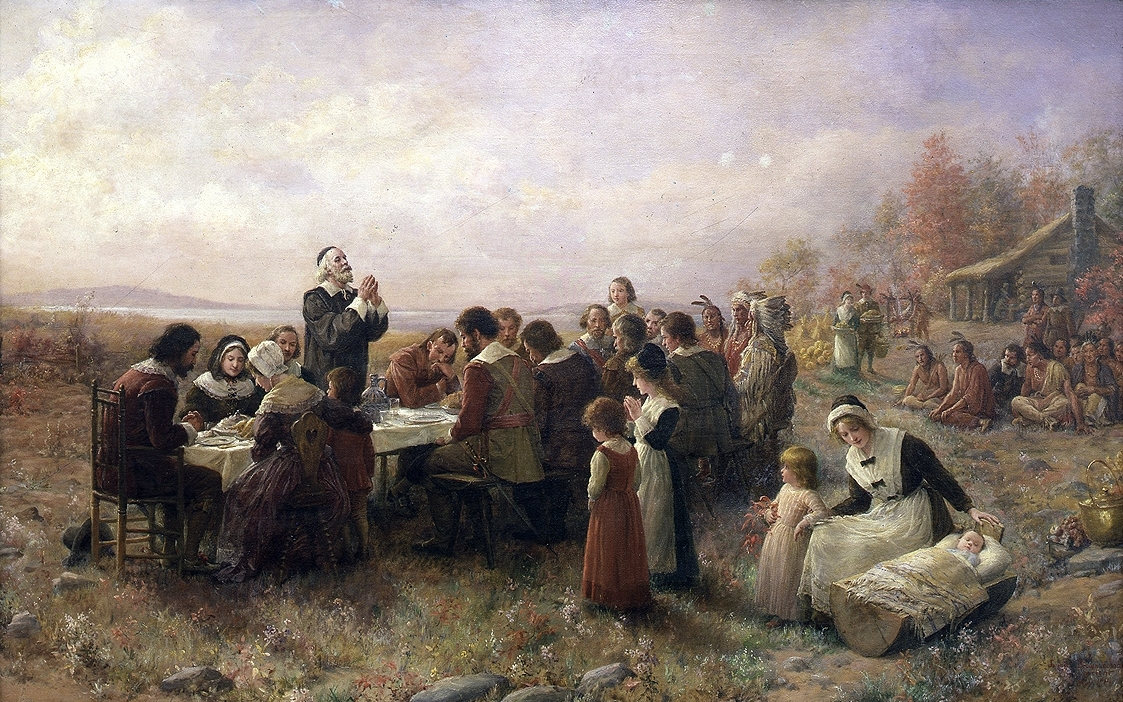
„Pierwsze Święto Dziękczynienia w Plymouth” Jennie A. Brownscombe (1914)

Pięć dni później 22 marca 1621 Massasoit wódz plemienia, wraz ze swoim bratem Quadequina, w otoczeniu licznego orszaku przybył do Plymouth gdzie zawarto oficjalne porozumienie. Podczas wizyty okazało się, że Squanto, o którym wspominał Samoset nie tylko zwiedził Hiszpanię i Anglię, ale mieszkał przez pewien czas w Londynie. Co więcej, ponieważ to on zaznajomił osadników z lokalnymi sposobami uprawy ziemi, która nie należąc do najżyźniejszych wymagała regularnego nawożenia, uznaje się, że bez jego pomocy kolonia by nie przetrwała. Pierwsze Święto Dziękczynienia, które odbyło się na przełomie października i listopada 1621, było raczej tradycyjnym świętem plonów, niż znanym od XIX wieku właściwym Świętem Dziękczynienia. Na uroczystości w dużej liczbie zjawili się miejscowi Indianie, a wspólne świętowanie przypieczętowało dobrosąsiedzkie stosunki.

## Dalszy rozwój kolonii
Już w listopadzie 1621 na pokładzie okrętu Fortune do Plymouth przybyli kolejni koloniści w liczbie 35 (co dawało w sumie 85 osadników zamieszkałych w osadzie), a w połowie następnego roku Merchant Adventurers przysłało jeszcze 7 mężczyzn (rybackim okrętem Sparow), którzy mieli za zadanie wyszukanie terenów pod kolejną osadę. W 1623 Plymouth powiększyło się o kolejne 90 osób, które przypłynęły jednostkami Anne i Little James.
Systematycznie okradani i oszukiwani przez Merchant Adventurers, koloniści uzyskali tytuł własności do zasiedlonej przez siebie ziemi dopiero w 1644. Rok wcześniej ze względu na zagrożenie ze strony miejscowych plemion, wszystkie okoliczne osady (jakie powstały do tego czasu w wyniku intensywnej akcji osadniczej), zawiązały konfederację (tzw. ang. United Colonies of New England; Massachusetts Bay, Connecticut, New Haven i Plymouth). Na podstawie spisu do jakiego zobowiązali się jej członkowie wiadomo, że w tym czasie na terenie Plymouth przebywało 600 mężczyzn zdolnych do noszenia broni, a dodając do tego liczbę kobiet i dzieci ogólną liczbę mieszkańców szacuje się na ok. 2000.
Kolonia Plymouth nigdy nie otrzymała formalnego potwierdzenia swojego statusu i dopiero w 1691 w wyniku rozszerzenia praw sąsiadującej od północy kolonii Massachusetts Bay, została włączona w jej prawne struktury (liczyła wtedy 7400 mieszkańców).